# Neuer Graben (Schwarzach)
Der  Neue Graben ist ein Bach in der Gemeinde St. Veit in Defereggen (Bezirk Lienz). Er mündet bei Bruggerboden von links in die Schwarzach.
Der rund 1,1 Kilometer lange Neue Graben entspringt an der Südflanke des Gasser Hörndle etwa an der Waldgrenze unterhalb der als Tögischer Berg bzw. In der Grube bezeichneten Fluren. Der Neue Graben fällt in der Folge steil nach Süden ab und durchquert den sonnseitigen Abhang des Defereggentals, der in diesem Bereich teilweise stärker oder locker bewaldet ist. Auch am Talboden ist der Neue Graben von Bäumen gesäumt, wobei er die Defereggentalstraße unterquert und von links in die Schwarzach mündet. Der Neue Graben befindet sich zwischen dem Einzugsgebiet des Froditzbach im Osten und des Groß- und Valtistals im Westen.